# كوينا ميترا
كوينا ميترا (بالإنجليزية: Koena Mitra)‏ (مواليد 7 يناير 1984) في كليكتا، ولاية بنغال غربية الهند، ممثلة وعارضة أزياء وMiss Intercontinental India 2001.

## حياتها

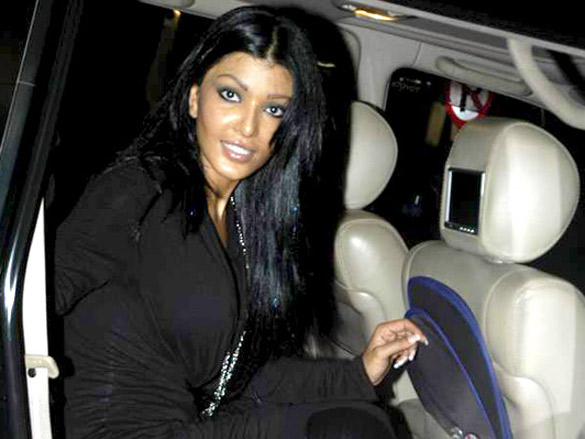
Koena Mitra arrives back from LA

خضعت لعملية تجميل بشعة وفشلت دخول هوليود، والآن تصلح الأخطاء الطبية وكانت تلقب بى(قنبلة بنغالية)
Koena Mitra at the launch of her website (3).jpg

## الأفلام

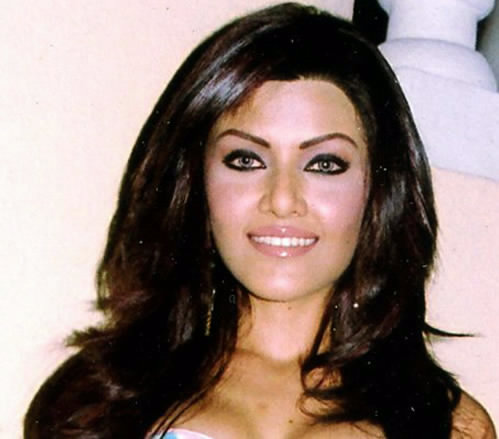

أفلام التي راقصت بها
| سنة  | فليم       | دور   | الغة  |
| ---- | ---------- | ----- | ----- |
| 2002 | Road       | راقصة | هندى  |
| 2003 | Dhool      | راقصة | تاميل |
| 2007 | Heyy Babyy | راقصة | هندى  |
| 2009 | Ayan       | راقصة | تاميل |

الأفلام خاصة بها
| سنة  | فيلم                      | دور             | الغة   |
| ---- | ------------------------- | --------------- | ------ |
| 2004 | Musafir                   | لارا            | هندى   |
| 2005 | Ek Khiladi Ek Haseena     | ناتاشا كابور    | هندى   |
| 2005 | Insan                     | سونالى راثود    | هندى   |
| 2006 | Apna Sapna Money Money    | جولى فايندرز    | هندى   |
| 2008 | Anamika                   | مالينى          | هندى   |
| 2015 | Besh Korechi Prem Korechi | مغنية وظهور خاص | بنغالى |

| سنة  | فليم               |
| ---- | ------------------ |
| 2014 | Dark Romance       |
| 2014 | The Story Of Naomi |
| 2014 | Bhai Land          |

## روابط خارجية
- كوينا ميترا على موقع IMDb (الإنجليزية)
- كوينا ميترا على موقع قاعدة بيانات الفيلم (الإنجليزية)